# Suchao Nutnum
Suchao Nutnum (ou Suchao Nuchnum ou สุเชาว์ นุชนุ่ม en thaï), né le 17 mai 1983 à Kanchanaburi, est un footballeur thaïlandais.

## Palmarès

### En club
- Buriram United :
  - Champion de Thaïlande en 2011.
  - Vainqueur de la Coupe de Thaïlande en 2011.

## Statistiques

### Buts en sélection
Le tableau suivant liste les résultats de tous les buts inscrits par Suchao Nutnum avec l'équipe de Thaïlande.